# National Videogame Museum
El National Videogame Museum es un museo sobre la historia de los videojuegos y la industria de los videojuegos, ubicado en Frisco, Texas. Inaugurado en 2016, el museo incluye máquinas recreativas de videojuegos clásicos en un escenario arcade, juegos en diferentes consolas de videojuegos en una sala de estar, juegos en computadoras históricas, exhibiciones sobre la historia de la industria, artefactos y recuerdos sobre la industria del videojuego .. Uno de los objetivos del museo es que los visitantes experimenten los juegos, por lo que hay muchas pantallas interactivas que ofrecen juegos.

## Historia
A partir de 2000, John Hardie, Sean Kelly y Joe Santulli organizaron la primera Classic Gaming Expo en Las Vegas para organizar «el primer evento mundial en homenaje a la gente, los sistemas y los juegos de antaño». El Video Game Museum fue una exposición itinerante de juegos y sistemas clásicos que se mostró en la Expo, y se exhibió en convenciones comerciales como E3 y GDC.
En 2011, los fundadores comenzaron una campaña de Kickstarter en un esfuerzo por movilizar su archivo como un primer paso para encontrar un lugar permanente, que se conoce como el Museo de Historia del Videojuego.
El 18 de septiembre de 2014, la junta de Frisco Community Development Corporation votó unánimemente para llevar el Museo de Historia de Videojuegos a Frisco, Texas, aunque no fue su primera opción. Su ubicación preferida era Silicon Valley.
El National Videogame Museum de 10,400 pies cuadrados (970 m²) se inauguró en abril de 2016 en el Frisco Discovery Center.

## Características

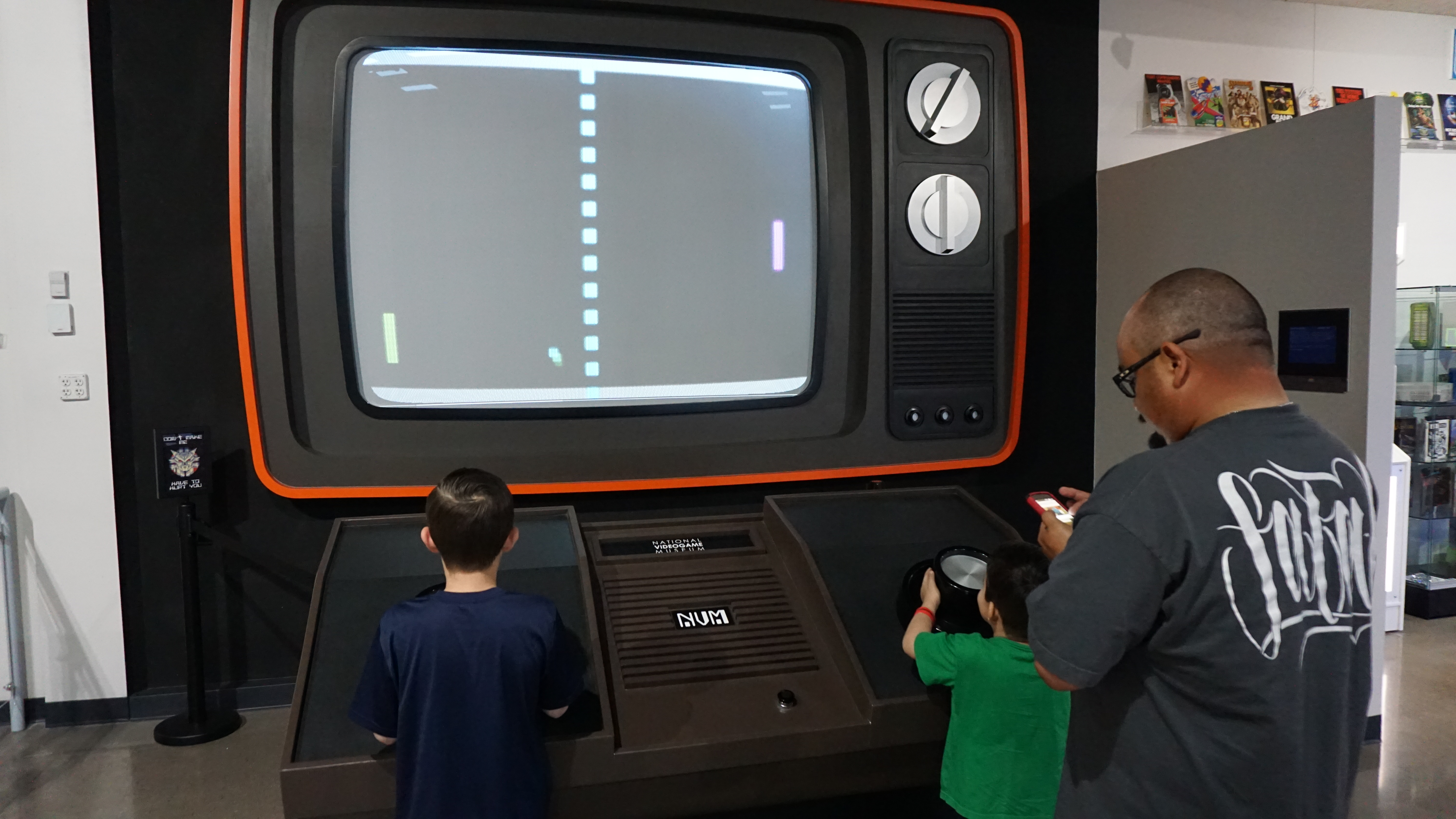
Personas jugando una versión a gran escala del icónico videojuego Pong en el National Videogame Museum.

El National Videogame Museum ofrece múltiples exhibiciones que se enfocan en un "escenario" o aspecto diferente de la historia del videojuego. Esto incluye exhibiciones que se centran en el diseño de sonido en los juegos, la crisis del videojuego de 1983, el auge de la computadora doméstica y la evolución de los controladores de videojuegos, consolas y más. El museo presenta exhibiciones elaboradas de artefactos de juego particularmente raros y populares, como eventos de estadios y el Nintendo World Championships NES Cartridge, así como raras consolas de edición especial, muchas de las cuales solo tuvieron un puñado de unidades jamás producidas. El museo también actúa como un refugio seguro para todo tipo de prototipos de videojuegos, incluido el único prototipo conocido de la inédita Sega Neptune. El National Videogame Museum destaca por tener uno de los archivos de juegos históricos más grandes del mundo.
Varias consolas de juegos circulan por el Museo con las que los asistentes pueden sentarse y jugar a su gusto, o jugar cara a cara entre sí, con una selección de juegos que normalmente rota mensualmente. El National Videogame Museum también alberga una sala de juegos clásica de los años 80 con características como Pac-Man, Punch-Out!, Donkey Kong y muchos otros clásicos de arcade. También hay una versión de gran tamaño del juego Pong que ha merecido la aclamación del museo.